# Йенеке, Густав
Гу́став (Ю́став) Йе́неке (нем. Gustav "Justav" Jaenecke; 22 мая 1908, Шарлоттенбург — 30 мая 1985, Бонн) — немецкий спортсмен, известный по выступлениям в хоккейных и теннисных соревнованиях. В хоккее — бронзовый призёр Олимпийских игр 1932 года, чемпион Европы 1930 и 1934 годов, многократный призёр чемпионатов мира и Европы со сборной Германии, двукратный обладатель Кубка Шпенглера, 13-кратный чемпион Германии и ФРГ с клубами «СК Берлин», «СК Бранденбург» и «СК Ризерзее». В теннисе — чемпион Германии 1932 года в одиночном разряде, игрок сборной Германии в Кубке Дэвиса. Член Зала славы ИИХФ с 1998 и Зала славы немецкого спорта с 2008 года.

## Биография
Густав Йенеке родился в 1908 году в зажиточной берлинской семье, которой принадлежал один из лучших обувных магазинов в германской столице. Густав был младшим ребёнком в семье, и родители первоначально планировали для него деловую карьеру. По окончании гимназии он проходил практику в банковском доме Краузе, одновременно обучаясь тонкостям обувного дела. На третьем десятке лет жизни младший Йенеке уже вёл дела родительской компании.
Богатство и связи семьи Йенеке обеспечивали её представителям членство в лучших спортивных клубах Берлина. Густав начал кататься на коньках в детстве в Берлинском конькобежном клубе. Позже там же он начал играть в хоккей и теннис — некоторые площадки клуба летом служили как теннисные корты. В 1924—1926 годах Йенеке выигрывал все детские и юношеские теннисные соревнования в Берлине.
Как хоккеист, Йенеке уже в 1926 году впервые стал чемпионом Германии в составе клуба «СК Берлин» и обратил на себя внимание тренеров национальной сборной. Когда в 1928 году она отправлялась на Олимпийские игры в Швейцарию, он ещё не окончил учёбу и в результате не был изначально заявлен в её составе; потребовалось вмешательство Федерации конькобежного спорта Германии, добившейся от министерства культуры включения Йенеке в команду. На Олимпиаде немецкая сборная не добилась значительного успеха, но через два года на чемпионате мира, одним из мест проведения которого был Берлин, немцы при участии Йенеке завоевали серебряные медали, одновременно став чемпионами Европы. В конце 1920-х годов Йенеке с «Берлином» также дважды выигрывал престижный международный Кубка Шпенглера.
На следующий год французский еженедельник L’Auto (предшественник газеты L’Équipe), назвал Йенеке лучшим хоккеистом Европы, а цюрихский «Спорт» — даже лучшим хоккеистом мира. В том же году Йенеке стал финалистом международного чемпионата Германии. Он также принял участие в показательном теннисном матче в Париже, где ему и французу де Бюзеле противостояли профессиональные чемпионы Мартен Плаа и Робер Рамийон.
В 1932 году Железный Густав сначала стал со сборной Германии бронзовым призёром Олимпийских игр в Лейк-Плэсиде, забросив шайбу в победном матче с поляками, а затем завоевал титул чемпиона Германии по теннису. В этом и следующем годах он выступал в составе сборной Германии в Кубке Дэвиса и в общей сложности был заявлен в пяти матчах.
Йенеке оставался в пятёрке лучших теннисистов Германии почти десятилетие, в 1935 году снова дойдя до финала международного чемпионата Германии. В 1934 году со сборной Германии он вторично завоевал звание чемпиона Европы по хоккею, а через два года на Олимпийских играх, проходивших в немецком Гармиш-Партенкирхене, носил повязку капитана команды. В преддверии Олимпиады он сумел настоять на включении в сборную своего друга, хоккеиста-еврея Руди Балля, но это не помогло немцам попасть в число призёров. В общей сложности за 15 лет выступлений Йенеке провёл за сборную 82 матча и забросил 43 гола. С «Берлином», где Густав часто отыгрывал все 60 минут матча на позициях защитника и левого нападающего, он к 1937 году завоевал девять чемпионских титулов, а в 1944 году добавил к ним десятый в составе клуба «СК Бранденбург».
После начала Второй мировой войны Йенеке не был призван в действующую армию: начиная с 1939 года, его семейная компания производила по государственному заказу специальную обувь для раненых и поэтому рассматривалась как военное предприятие. В результате послевоенного раздела Германии, однако, обувная фабрика Йенеке оказалась в советской зоне оккупации, что означало её национализацию. Йенеке перебрался под Ганновер в фамильное поместье жены и попытался снова наладить обувное дело, но не преуспел. Чтобы заработать на жизнь, он снова начал играть в хоккей и в составе клуба «СК Рисерзе» из Гармиш-Партенкирхена завоевал ещё три титула чемпиона Германии. Йенеке продолжал активные выступления до 1951 года. Позже давний знакомый устроил его на должность главного администратора казино в Бад-Нойенаре, что позволило ему закончить жизнь в достатке.
В последние несколько лет жизни здоровье Густава Йенеке сильно пошатнулось, и он умер через неделю после своего 77-летия. Имя Йенеке посмертно включено в списки Зала славы ИИХФ (в 1998 году) и Зала славы немецкого спорта (в 2008 году).